# Gonia pallens
Gonia pallens là một loài ruồi trong họ Tachinidae.